# 畑山弥保
畑山 弥保（はたやま みほ）は、日本の女性アナウンサー、気象予報士。
埼玉県狭山市出身。成蹊大学経済学部卒業。フリーランスを経てオフィス気象キャスター所属。血液型O型。

## 略歴
成蹊大学経済学部の時にフジテレビアナウンス講座アナトレ受講生となる。2013年（平成25年）、BSフジ第24期女子大生キャスターを務める。大学卒業後、2015年（平成27年）から4年間、NHK沖縄放送局契約キャスターを務める。2019年（平成31年）4月、福島中央テレビ契約社員アナウンサーとなる。2022年（令和4年）3月31日、福島中央テレビを退職。
2025年3月31日より冨永幸の後任の気象予報士として。名古屋テレビ放送（メーテレ）のドデスカ+16時台及び、土曜日ドデスカ! の気象情報を担当している。

## 人物
父は秋田県出身。兄と姉がいる。実家は合気道道場。

## 出演番組

### NHK沖縄放送局
- 沖縄ちゅらTV（2015年 - 2019年）キャスター[6][12][11]

### 福島中央テレビ
- ゴジてれChu!（2019年 - 2022年3月25日）

### 名古屋テレビ
- ドデスカ+　（16時台気象情報、2025年3月31日-）
- ドデスカ! （土曜日気象情報、2025年4月5日-）